# Jean Bertozzi
Pour les articles homonymes, voir Bertozzi.
Jean Bertozzi (né le 27 février 1937 à Chambéry, ville où il est mort le 23 février 2018) est un athlète français, spécialiste du 400 mètres.

## Palmarès
- Championnats de France d'athlétisme :
  - vainqueur du 400 m en 1959 et 1961.
- Jeux Méditerranéens de 1959 :
  - 5e du 400 mètres en 47 s 2 et 2e du 4 × 400 mètres en 3 min 15 s 4  à Beyrouth.

## Records
| Épreuve | Performance | Lieu | Date |
| ------- | ----------- | ---- | ---- |
| 400 m   | 47 s 1      |      | 1961 |